# Badminton-Europameisterschaft 1978
Die 6. Badminton-Europameisterschaft fand im Guild Hall in Preston (England) vom 13. April bis zum 16. April 1978 statt und wurde von der European Badminton Union und dem englischen Badmintonverband ausgerichtet.

## Medaillengewinner
| Disziplin    | Gold | Silber | Bronze |
| ------------ | --- | --- | --- |
| Herreneinzel | Flemming Delfs | Thomas Kihlström | Sture Johnsson |
| Herreneinzel | Flemming Delfs | Thomas Kihlström | Ray Stevens |
| Dameneinzel  | Lene Køppen | Jane Webster | Anette Börjesson |
| Dameneinzel  | Lene Køppen | Jane Webster | Joke van Beusekom |
| Herrendoppel | Ray Stevens Mike Tredgett | Bengt Fröman Thomas Kihlström | David Eddy Eddy Sutton |
| Herrendoppel | Ray Stevens Mike Tredgett | Bengt Fröman Thomas Kihlström | Stefan Karlsson Claes Nordin |
| Damendoppel  | Nora Perry Anne Statt | Jane Webster Barbara Sutton | Inge Borgstrøm Pia Nielsen |
| Damendoppel  | Nora Perry Anne Statt | Jane Webster Barbara Sutton | Joke van Beusekom Marjan Ridder |
| Mixed        | Mike Tredgett Nora Perry | Steen Skovgaard Lene Køppen | Billy Gilliland Joanna Flockhart |
| Mixed        | Mike Tredgett Nora Perry | Steen Skovgaard Lene Køppen | Rob Ridder Marjan Ridder |
| Teams        | England David Eddy Kevin Jolly Ray Stevens Eddy Sutton Mike Tredgett Karen Bridge Nora Perry Anne Statt Barbara Sutton Jane Webster | Dänemark Flemming Delfs Steen Fladberg Jesper Helledie Steen Skovgaard Inge Borgstrøm Lonny Bostofte Lene Køppen Pia Nielsen Imre Rietveld Nielsen | Schweden Bengt Fröman Sture Johnsson Stefan Karlsson Thomas Kihlström Claes Nordin Anette Börjesson Britt-Marie Larsson Agneta Lundh |

## Halbfinalresultate
| Disziplin    | Sieger                        | Finalist                         | Ergebnis           |
| ------------ | ----------------------------- | -------------------------------- | ------------------ |
| Herreneinzel | Flemming Delfs                | Sture Johnsson                   | 17–14, 15–9        |
| Herreneinzel | Thomas Kihlström              | Ray Stevens                      | 7–15, 15–4, 15–8   |
| Dameneinzel  | Lene Køppen                   | Anette Börjesson                 | 11–0, 11–2         |
| Dameneinzel  | Jane Webster                  | Joke van Beusekom                | 9–12, 11–1, 11–8   |
| Herrendoppel | Thomas Kihlström Bengt Fröman | David Eddy Eddy Sutton           | 15–9, 15–5         |
| Herrendoppel | Ray Stevens Mike Tredgett     | Stefan Karlsson Claes Nordin     | 15–12, 10–15, 15–4 |
| Damendoppel  | Nora Perry Anne Statt         | Inge Borgstrøm Pia Nielsen       | 17–14, 15–11       |
| Damendoppel  | Barbara Sutton Jane Webster   | Joke van Beusekom Marjan Ridder  | 13–15, 15–10, 15–7 |
| Mixed        | Steen Skovgaard Lene Køppen   | Billy Gilliland Joanna Flockhart | 15–4, 15–4         |
| Mixed        | Mike Tredgett Nora Perry      | Rob Ridder Marjan Ridder         | 15–8, 15–5         |

## Finalresultate

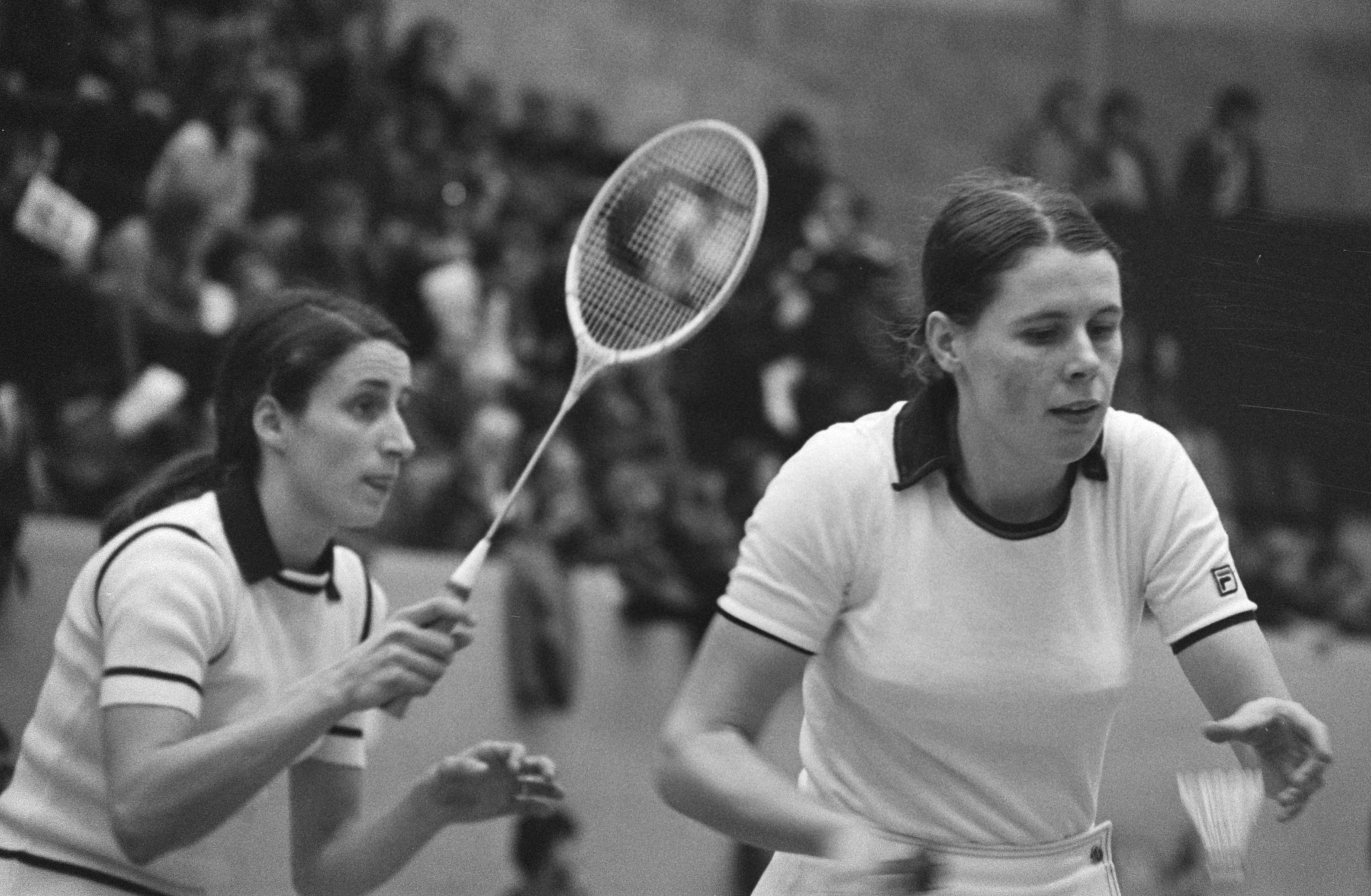
Marjan Ridder und Joke van Beusekom

| Disziplin    | Sieger                    | Finalist                      | Ergebnis           |
| ------------ | ------------------------- | ----------------------------- | ------------------ |
| Herreneinzel | Flemming Delfs            | Thomas Kihlström              | 10–15, 15–6, 15–12 |
| Dameneinzel  | Lene Køppen               | Jane Webster                  | 11–4, 9–11, 11–0   |
| Herrendoppel | Ray Stevens Mike Tredgett | Bengt Fröman Thomas Kihlström | 15–6, 15–5         |
| Damendoppel  | Nora Perry Anne Statt     | Barbara Sutton Jane Webster   | 15–7, 15–7         |
| Mixed        | Mike Tredgett Nora Perry  | Steen Skovgaard Lene Køppen   | 15–9, 15–10        |

## Mannschaften

### Gruppe 1
| Pos. | Team        | W | L | MF | MA\| | MD | Pts. | Qualifikation |
| ---- | ----------- | - | - | -- | ---- | -- | ---- | ------------- |
| 1    | England     | 3 | 0 | 10 | 5    | +5 | 3    | Champions     |
| 2    | Dänemark    | 2 | 1 | 9  | 6    | +3 | 2    | Finalist      |
| 3    | Schweden    | 1 | 2 | 7  | 8    | −1 | 1    | 3.            |
| 4    | Niederlande | 0 | 3 | 4  | 11   | −6 | 0    | R             |

### Gruppe 2
| Pos. | Team           | W | L | MF | MA\| | MD | Pts. | Qualifikation |
| ---- | -------------- | - | - | -- | ---- | -- | ---- | ------------- |
| 1    | BR Deutschland | 2 | 0 | 8  | 2    | +6 | 2    | Q             |
| 2    | Schottland     | 1 | 1 | 5  | 5    | 0  | 1    |               |
| 3    | Sowjetunion    | 0 | 2 | 2  | 8    | −6 | 0    | R             |

### Gruppe 3
| Pos. | Team       | W | L | MF | MA\| | MD  | Pts. | Qualifikation |
| ---- | ---------- | - | - | -- | ---- | --- | ---- | ------------- |
| 1    | Irland     | 3 | 0 | 13 | 2    | +11 | 3    | Q             |
| 2    | Norwegen   | 2 | 1 | 9  | 6    | +3  | 2    |               |
| 3    | Wales      | 1 | 2 | 7  | 8    | −1  | 1    |               |
| 4    | Österreich | 0 | 3 | 1  | 14   | −13 | 0    | R             |

#### Ergebnisse
| Team 1   | Score | Team 2     |
| -------- | ----- | ---------- |
| Irland   | 4–1   | Wales      |
| Norwegen | 4–1   | Österreich |
| Irland   | 5–0   | Österreich |
| Wales    | 1–4   | Norwegen   |
| Irland   | 4–1   | Norwegen   |
| Wales    | 5–0   | Österreich |

### Gruppe 4
| Pos. | Team     | W | L | MF | MA\| | MD  | Pts. | Qualifikation |
| ---- | -------- | - | - | -- | ---- | --- | ---- | ------------- |
| 1    | Belgien  | 3 | 0 | 13 | 2    | +11 | 3    | Q             |
| 2    | Schweiz  | 2 | 1 | 12 | 3    | +9  | 2    |               |
| 3    | Portugal | 1 | 2 | 5  | 10   | −5  | 1    |               |
| 4    | Italien  | 0 | 3 | 0  | 15   | −15 | 0    |               |

#### Ergebnisse
| Team 1   | Score | Team 2   |
| -------- | ----- | -------- |
| Belgien  | 5–0   | Portugal |
| Schweiz  | 5–0   | Italien  |
| Belgien  | 5–0   | Italien  |
| Schweiz  | 5–0   | Portugal |
| Belgien  | 3–2   | Schweiz  |
| Portugal | 5–0   | Italien  |

### Relegation
| Team 1      | Score | Team 2         |
| ----------- | ----- | -------------- |
| Niederlande | 2–3   | BR Deutschland |
| Sowjetunion | 1–4   | Irland         |
| Österreich  | 3–2   | Belgien        |

### Endstand
- 1.  England
- 2.  Dänemark
- 3.  Schweden
- 4.  Niederlande
- 5.  Deutschland
- 6.  Schottland
- 7.  Irland
- 8.  Sowjetunion
- 9.  Norwegen
- 10.  Wales
- 11.  Österreich
- 12.  Belgien
- 13.  Schweiz
- 14.  Portugal
- 15.  Italien

## Medaillenspiegel
| Pos. | Land        | Gold | Silber | Bronze | Total |
| ---- | ----------- | ---- | ------ | ------ | ----- |
| 1    | England     | 4    | 2      | 2      | 8     |
| 2    | Dänemark    | 2    | 2      | 1      | 5     |
| 3    | Schweden    | 0    | 2      | 4      | 6     |
| 4    | Niederlande | 0    | 0      | 3      | 3     |
| 5    | Schottland  | 0    | 0      | 1      | 1     |